# ハート・ワクワク
「ハート・ワクワク」(He's Got Tact)は、バナナラマの楽曲。

## 概要
ホンダ「新タクト」のCMソングとして起用され、日本のみでシングル盤が発売された。
1枚目のスタジオ・アルバム『キューティー・ハート』の日本盤に収録されたほか、同アルバムの2007年盤と2013年の拡大盤に追加収録されている。

## 収録曲
1. ハート・ワクワク - 2:59
2. ギヴ・アス・バック・アワー・チープ・フェアーズ - 2:44